# توماسو أوجيللو
توماسو أوجيلو (من مواليد 30 أغسطس 1994) هو لاعب كرة قدم إيطالي محترف يلعب كمدافع لنادي الدرجة الأولى سامبدوريا.
ظهر أوجيلو لأول مرة في الدوري الإيطالي مع جيانا إرمينيو في 5 سبتمبر 2014 في مباراة ضد لوميزان. في 9 يوليو 2019 ، انضم إلى نادي الدرجة الأولى سامبدوريا على سبيل الإعارة مع التزام بالشراء.